# Jamsil-dong
Jamsil-dong (잠실동) ist ein Stadtteil im Seouler Stadtbezirk Songpa. Er umfasst den Freizeitpark Lotte World und den für die Olympischen Sommerspiele 1988 errichteten Sportkomplex.

## Geschichte
Jamsil (잠실) ist die koreanische Bezeichnung für einen Ort, an dem Seidenraupen gezüchtet werden. An der Stelle des heutigen Stadtbezirks Jamsil-dong befand sich ursprünglich der Ort Dongjamsil, wo während der Joseon-Dynastie die Serikultur staatlich gefördert wurde.

## Sehenswürdigkeiten und Freizeiteinrichtungen
- Lotte World (größter Indoor-Freizeitpark der Welt)
- Lotte World Tower (siebthöchstes Bauwerk der Welt)
- Jamsil-Sportkomplex (errichtet für die Olympischen Spiele 1988)
  - Olympiastadion Seoul
  - Jamsil-Schwimmhalle
  - Jamsil-Turnhalle
  - Jamsil-Boxhalle
  - Baseballstadion Jamsil
- Seokchon Lake Park[2]
- Norimadang (Theater für traditionelle koreanische Aufführungen)

## Bildergalerie

Schloss auf der magischen Insel im Seokchon Lake Park
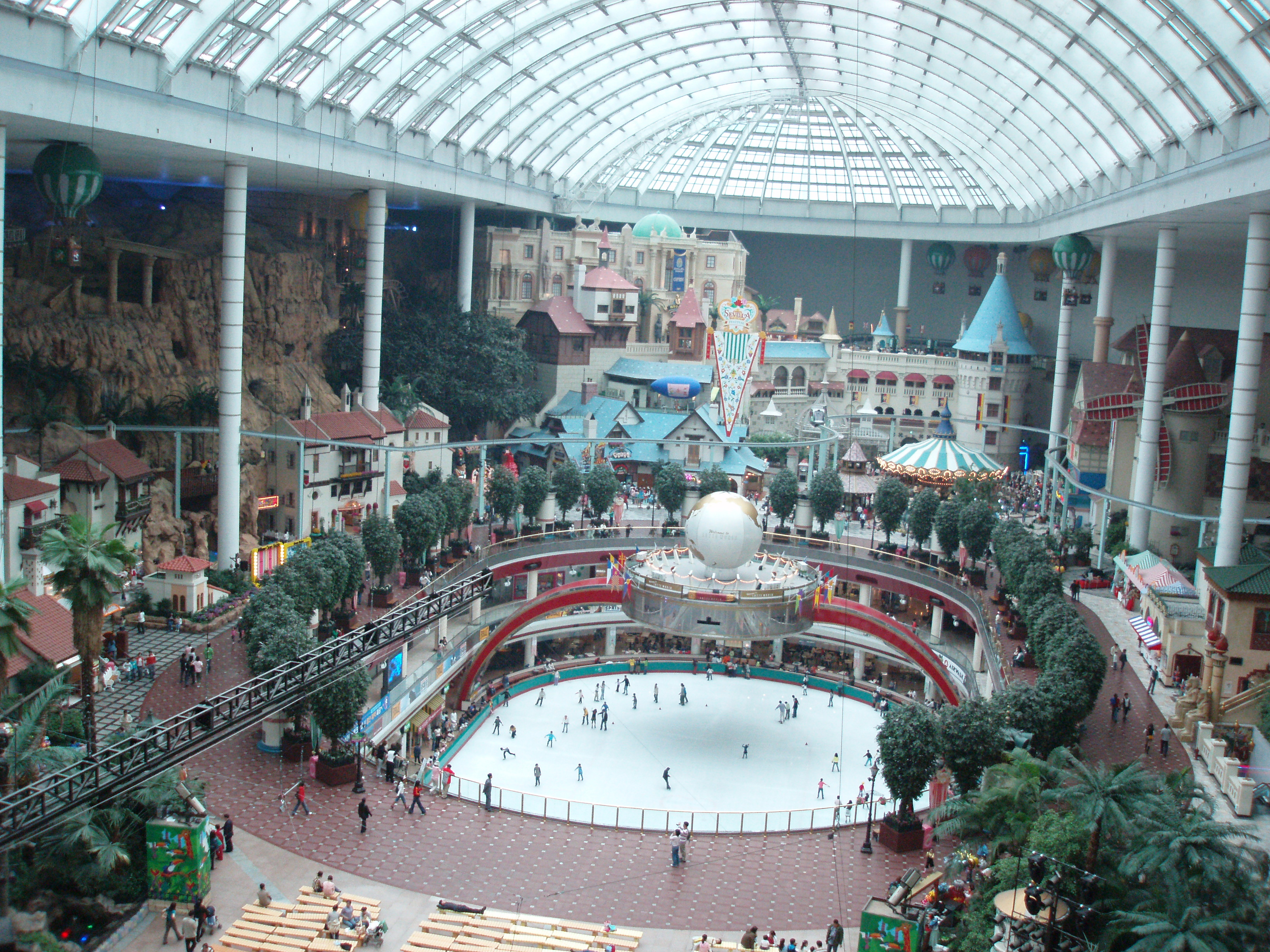
Lotte World aus der Vogelperspektive
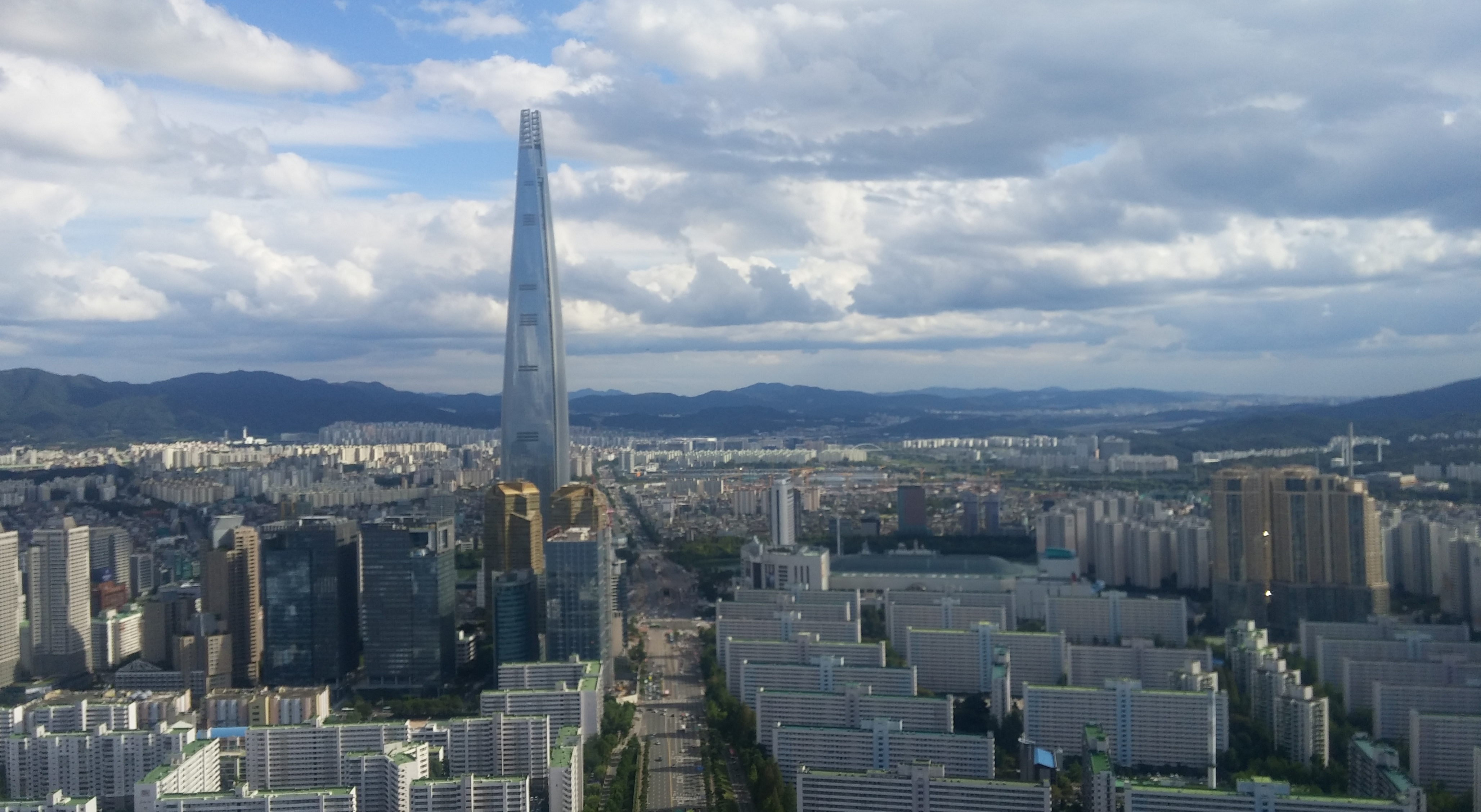
Lotte World Tower: 112 Stockwerke, 555,7 Meter